# Украинская Википедия
Украи́нская Википе́дия (укр. Українська Вікіпедія) — украиноязычный раздел Википедии. По состоянию на 4 августа 2025 года содержит 1 386 613 статей различной тематики и занимает по этому показателю 14 место среди всех языковых разделов. По данным за декабрь 2014 года украинская Википедия находилась на 18 месте по просмотренным страницам среди всех языковых разделов Википедии.
Слово «украинская» в названии происходит от украинского языка, статьи на котором она содержит, а не от названия государства Украина, или украинского народа.

## Основные статистические показатели

### Количественные

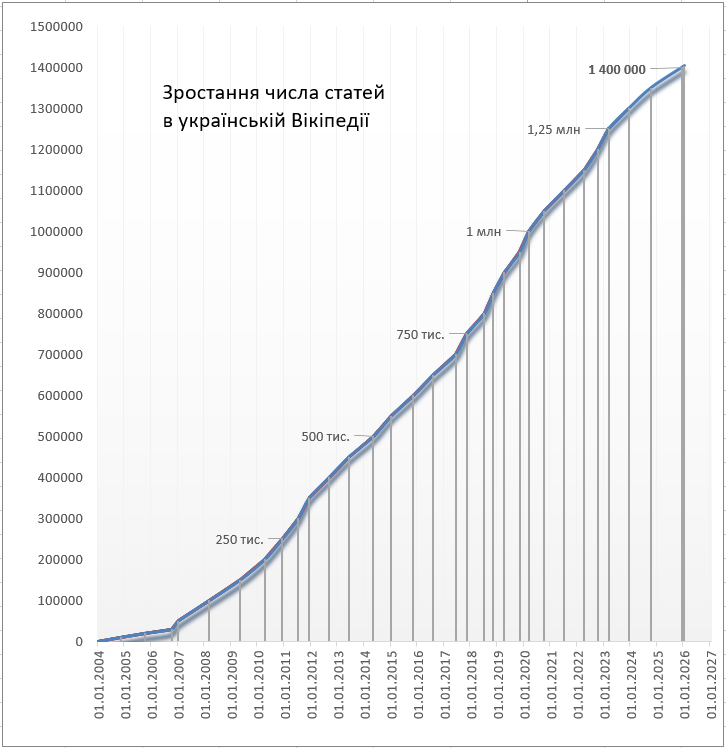
Рост числа статей в украинской Википедии

Среди разделов на славянских языках украинская Википедия находится на третьем месте, уступая русскому и польскому разделам. Всего в разделе зарегистрирован 817 747 участников, из них 6595 совершили хотя бы одно действие за последние 30 дней, а 47 участников имеют статус администратора. Общее число правок на настоящий момент составляет 45 816 510.
По состоянию на 2013 год в украинской Википедии ~120 тыс. статей были созданы ботами (программами), что составляет 26 % от всех статей украинского раздела. Для сравнения, в русском и польском разделах из общего числа статей ботом создано 15 % и 16 % статей соответственно. По состоянию на 2019 год процент статей в украинской Википедии, написанных ботами, снизился до 21 %.
9 декабря 2023 число статей в украинской Википедии достигло 1,3 млн — это 14-е место среди всех языковых разделов.
Украинская Википедия использует принцип добросовестного использования (fair use) и занимает шестое место по количеству загруженных файлов в раздел, уступая английской, немецкой, русской, итальянской и японской Википедиям.

### Посещаемость и цитирование
| Географическое распределение читателей украинской Википедии                                                     | Географическое распределение читателей украинской Википедии | Географическое распределение читателей украинской Википедии | Географическое распределение читателей украинской Википедии | Географическое распределение читателей украинской Википедии |
| Страна |                                                             |                                                             | % от правок                                                 |                                                             |
| --- | ----------------------------------------------------------- | ----------------------------------------------------------- | ----------------------------------------------------------- | ----------------------------------------------------------- |
| Украина |                                                             |                                                             | 92.3 %                                                      |                                                             |
| Россия |                                                             |                                                             | 1.8 %                                                       |                                                             |
| США |                                                             |                                                             | 0.9 %                                                       |                                                             |
| Польша |                                                             |                                                             | 0.8 %                                                       |                                                             |
| Германия |                                                             |                                                             | 0.5 %                                                       |                                                             |
| Другие |                                                             |                                                             | 3.7 %                                                       |                                                             |
| По данным анализа 0,1 % просмотров страниц, совершённых в период с 1 января 2014 года по 31 марта 2014 Источник |                                                             |                                                             |                                                             |                                                             |

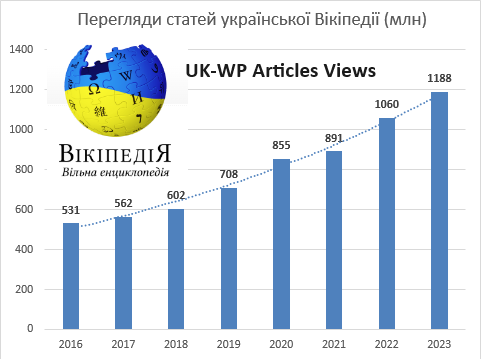
Посещаемость (млн просмотров) украинской Википедии (2016-2023)

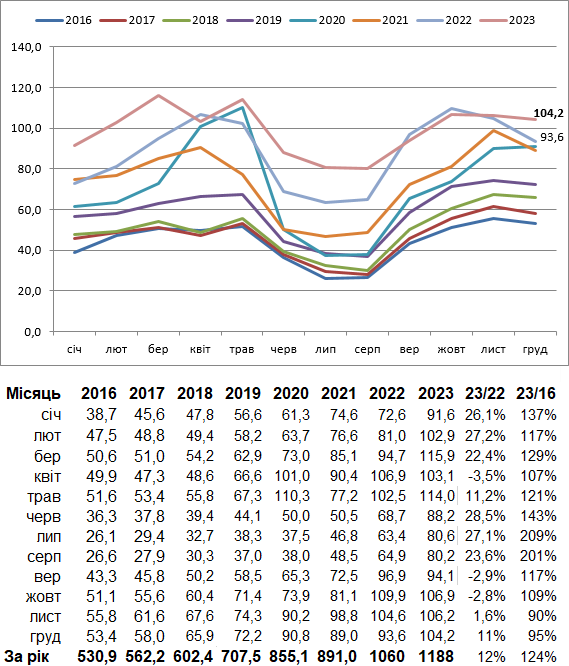
Месячная посещаемость (млн просмотров) украинской Википедии (2016-2023)

По состоянию на октябрь 2022 года украинская Википедия находилась на 16 месте по количеству просмотров страниц среди всех языковых разделов Википедии — количество просмотров её страниц в составило 110 млн за месяц.
По независимым данным alexa.com на начало февраля 2014 года, украинская Википедия находилась на 26 месте — её выбирали около 0,18 % всех посетителей Википедии.
По данным на 2012 год, 10 самыми популярными статьями украинской Википедии стали: Украина (523 726 просмотров), Тарас Шевченко (473 381), Odnoklassniki.ru (356 534), Ольга Фреймут, Иван Франко, Леся Украинка, Киевская Русь, Киев, Львов и Великолепный век.
Украинская Википедия испытывает серьёзную конкуренцию со стороны русского и английского разделов Википедии, что отрицательно влияет на её посещаемость и количество участников. По статистическим данным, собранным на территории Украины, в четвёртом квартале 2013 года 19,5 % просмотров языковых разделов Википедии приходилось на украинский раздел, 69,3 % — на русский и 7,5 % — на английский разделы.
В России к статьям украинского раздела обращаются лишь 0,08 % пользователей Википедии — это 7-е место среди всех разделов (после русского, английского, немецкого, французского, испанского и итальянского разделов). В Белоруссии к украинскому разделу обращаются 0,1 % пользователей, в Молдавии — 0,2 % пользователей.
На октябрь 2014 года тематический индекс цитирования украинской Википедии в Яндекс.Каталоге был равен 3500, уступая по этому показателю русскому разделу Википедии (8300) и незначительно превосходя английский (3200) раздел Википедии. Среди других сайтов украинского Интернета по этому показателю она входит в 1000 самых цитируемых сайтов.
По состоянию на октябрь 2012 года украинская Википедия занимала первое место по относительным темпам роста посещаемости среди 20 наиболее популярных разделов, опережая арабский (+37 %) и китайский (+35 %) разделы.

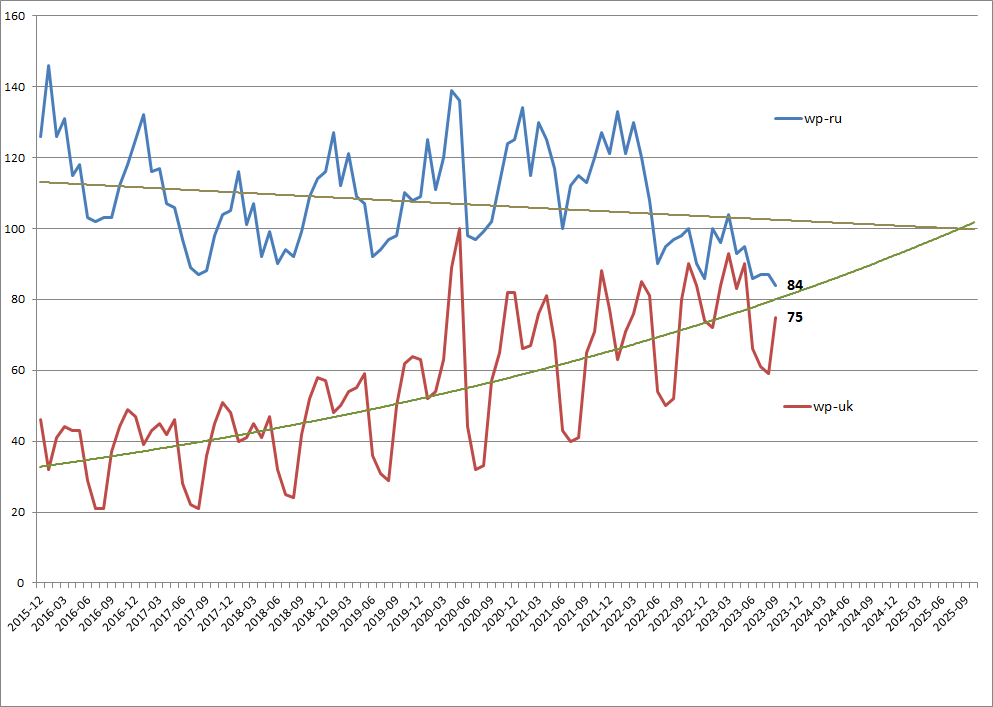
Верхняя (синяя) линия — число просмотров ру-вики с Украины. Нижняя (красная) линия число просмотров ук-вики с Украины.

За ноябрь 2020 года число просмотров страниц на украинском языке жителями Украины составило 82 миллиона, в русскую Википедию они совершили 124 миллиона просмотров, то есть в 1,5 раза чаще, при этом наблюдается явная тенденция роста просмотров статей на украинском языке, так как ещё в 2018 году, русскоязычные статьи жители Украины просматривали в среднем в 2 раза чаще, а в 2019 году — в 1,7 раз. Основатель ОО «Викимедиа Украина» Юрий Пероганич объяснил данную тенденцию в целом повышением качества статей на украинском языке за последние годы и ростом числа активных редакторов, по его оценкам, при сохранении данной тенденции, к 2025-26 годам, украинская Википедия обгонит по популярности русскую Википедию среди жителей Украины.
В ноябре 2022 года на 100 просмотренных жителями Украины страниц в украинской Википедии было 107 страниц, просмотренных в Википедии на русском языке.

### Географическое распределение участников
| Процент правок из стран | Процент правок из стран | Процент правок из стран | Процент правок из стран | Процент правок из стран |
| Страна |                         |                         | % от правок             |                         |
| --- | ----------------------- | ----------------------- | ----------------------- | ----------------------- |
| Украина |                         |                         | 80.2 %                  |                         |
| Германия |                         |                         | 4.4 %                   |                         |
| Россия |                         |                         | 3.3 %                   |                         |
| Япония |                         |                         | 3.2 %                   |                         |
| Канада |                         |                         | 1.5 %                   |                         |
| США |                         |                         | 0.9 %                   |                         |
| Швейцария |                         |                         | 0.8 %                   |                         |
| Другие |                         |                         | 7.4 %                   |                         |
| По данным анализа 0,1 % правок, совершённых в период с 1 января 2014 года по 31 марта 2014 года идентифицированными участниками — Источник данных |                         |                         |                         |                         |

По данным анализа 0,1 % общего количества изменений украинского раздела Википедии, совершённых в период с 1 января 2014 года по 31 марта 2014 года идентифицированными участниками, 80,2 % правок были сделаны с территории Украины, 4,4 % из Германии, 3,3 % из России, 3,2 % из Японии, 1,5 % из Канады, 0,9 % из США.
По данным анализа 0,1 % правок, совершённых в период с 1 января 2014 года по 31 марта 2014 года идентифицированными участниками с территории Украины, на украинскую Википедию приходилось 0,3208 % от общего числа правок, тогда как на русскую Википедию — 0,6136 %.

## Статьи
Часть статей украинской Википедии были в первоначальном виде взяты из таких источников, как Энциклопедия украиноведения (около 6500), Украинская советская энциклопедия, Справочник по истории Украины (под ред. Подковы и Шуста), Горный энциклопедический словарь, Малая горная энциклопедия (вместе — свыше 10 тысяч) и из официальных источников информации государственных учреждений. Позже часть этих статей была переработана редакторами Википедии в самостоятельные статьи.

### Влияние политики на содержимое
В 2021 году историк Максим Потапенко и доктор политологии Матеуш Камионка провели исследование редактирования текстов статей про Крым с момента его аннексии Россией. Исследователи отметили разницу в терминологии между статьями в Википедии на русском языке, где в 2021 году военная операция РФ в Крыму начала 2014 года названа "присоединение Крыма к России", и на украинском языке, где события описывались как "аннексия". В статьях по истории Крыма на украинском языке он описывается как этно-исторический регион Европы, русскоязычные статьи описывают его как имперское и советское наследие России.
По мнению исследователей, это вызвано разницей в политическом медиа-нарративе обеих стран, так как разделы Википедии отдавали предпочтение источникам на своем языке, а также разницей в украинской и российской историографии, которая растет с 2014 года. Исследователи отмечают, что содержимое статей в украинской и русской версиях значительно подвержено влиянию текущей политической ситуации и войны России с Украиной. Увеличивается "использование истории как средства для обоснования и легитимизации территориальных претензий", а использование истории как инструмента в Википедии подрывает принцип нейтральности - один из базовых принципов Википедии. Как отмечают исследователи в 2021 году, после 2014 года статьи по истории Крыма в Википедии на украинском языке стали более независимыми и оригинальными по источникам, в то время как статьи на русском языке, за счет большего количества просмотров, имели большее влияние на аудиторию.

## Хронология развития
2004 год
- 30 января — создана первая статья.
- 4 апреля — 1000 статей, официальная активация раздела.
- 15 ноября — создан проект по выдвижению избранных статей. Первой избранной статьёй в украинской Википедии стала Логика.

2005 год
- 1 октября — 20 000 статей.

2006 год
- 15 октября — 30 000 статей.
- 12 ноября — 40 000 статей.

2007 год
- 16 января — 50 000 статей.

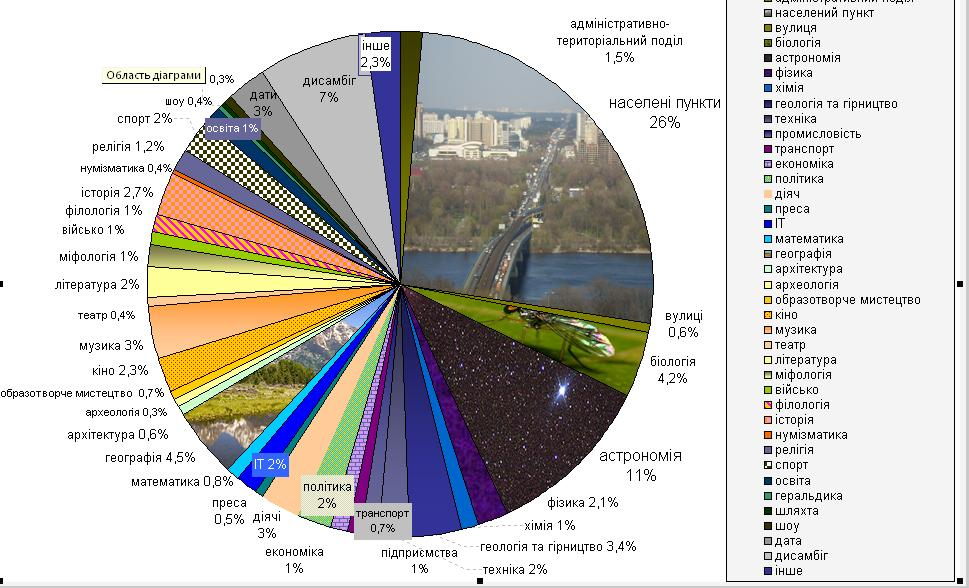
Тематическое распределение статей по состоянию на 2011 год: 31,5 % статей приходятся на населённые пункты, 11,8 % на астрономию, 8,9 % на личностей, 5 % на географию, 4,8 % на биологию, 3,7 % на музыку, 2,5 % на спорт, 2,4 % на литературу и многие другие

- 17 января — создан проект по выбору хороших статей.
- 17 мая — 60 000 статей.
- 9 июня — создан проект по выбору избранных списков.
- 9 сентября — 70 000 статей.

2008 год
- 28 марта — 100 000 статей. Украинский раздел стал 19-м среди достигших этой отметки.

2009 год
- 30 мая — 150 000 статей.

2010 год
- 7 апреля — 200 000 статей (Пресс-релиз)

2011 год
- 7 июля — 300 000 статей (Пресс-релиз)

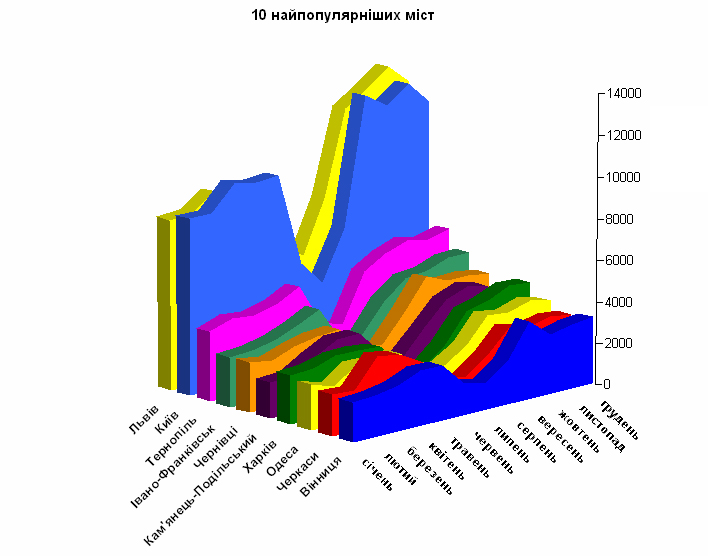
Статьи украинской Википедии о крупных городах Украины по числу просмотров: Львов на 1 месте, Киев на 2-м. Данные за 2010 год.

- 31 августа — украинская Википедия по числу статей превзошла один из двух норвежских разделов (букмол), таким образом по количеству статей заняв 14-е место среди всех разделов Википедии.
- 20 октября — число правок достигло 8 000 000.
- 26 октября — число страниц достигло 1 000 000[18].

2012 год
- 21 февраля — украинская Википедия по числу статей превзошла каталонскую, заняв по этому показателю 13-е место среди всех разделов Википедии.
- 14 марта — украинский раздел Википедии по числу статей уступил одну позицию вьетнамскому разделу, который сместил её на 14 место.
- 27 июня — количество правок достигло 10 000 000.
- 20 сентября — 400 000 статей.

2013 год
- 25 июня — 450 000 статей.
- 9 июля — себуанская и варайская Википедии в результате ботозаливок обошли украинский раздел по числу статей, сместив его на 16 место.

2014 год
- 12 мая — 500 000 статей.

2015 год
- 2 марта — 555 555 статей.
- 13 ноября — 600 000 статей.

2017 год
- 4 апреля — 700 000 статей.
- 28 ноября — 750 000 статей[19][20].

2018 год
- 11 июля — 800 000 статей.

2019 год
- 19 апреля — 900 000 статей.

2020 год
- 23 марта — 1 000 000 статей.

Логотип на 1 млн статей

- 15 сентября — украинская Википедия превзошла португальскую, заняв по этому показателю 17-е место среди всех разделов Википедии.

2021 год
- 5 июля — 1 100 000 статей.

2022 год
- 21 июля — украинская Википедия обошла арабскую, заняв 16-е место среди разделов Википедии. По данным на 8 августа отрыв состоит на 2738 статей[21].
- 10 октября — 1 200 000 статей.

2023 год
- 31 мая — украинская Википедия обошла варайскую, заняв 15-е место среди разделов Википедии.
- 20 сентября — украинская Википедия обошла вьетнамскую, заняв 14-е место среди разделов Википедии.
- 9 декабря — 1 300 000 статей.

## Акции протеста

### В день забастовки русской Википедии
10 июля 2012 года, когда русская Википедия, протестуя против принятия нового законопроекта № 89417-6, была заблокирована на сутки, посещаемость украинской Википедии возросла в несколько раз. По заявлению пресс-службы ОО «Викимедиа Украина», главную страницу в этот день посетили 103 886 раза, тогда как обычно посещают 20—25 тыс. человек. Статистика же за июль показывает посещаемость до забастовки в пределах 13÷22 тысяч. Некоторые статьи, такие как, например, Киев, Москва, украинский язык, Россия, Ялта, Шекспир, Шопен, посещали в 2—3 раза чаще; а статьи об Украине и Джастине Бибере — в 7 раз чаще.

### Протест против закона о клевете

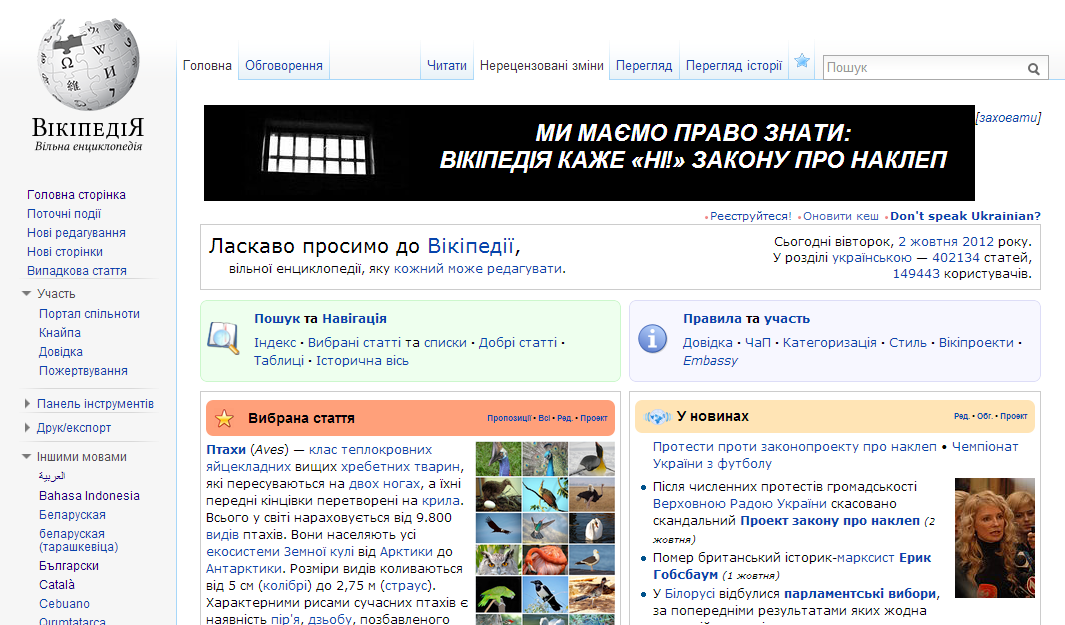
Скриншот заглавной страницы Википедии на украинском языке с баннером

1 октября 2012 года украинская Википедия приняла участие во всеукраинской акции против нового закона о клевете. В этот день на каждой странице можно было увидеть чёрный баннер в верхней части страницы. Данный законопроект был направлен на запрет распространять нежелательную информацию о человеке, такое распространение рассматривается в законе как «посягательство на честь, достоинство и деловую репутацию человека». По мнению википедистов, закон приведёт к цензуре украинского информационного пространства, в том числе и Википедии, и в результате станет возможным опубликование только официальной информации. Общественная организация Викимедиа Украина обратилась с просьбой к председателю Верховной Рады Украины не принимать данный закон.

### Протест против закона 721-VII
21 января 2014 года сообщество украинской Википедии в знак протеста против принятого Верховной Радой и подписанного президентом Закона 721-VII «О внесении изменений в Закон Украины „О судоустройстве и статусе судей“ и процессуальных законов по поводу дополнительных мер защиты безопасности граждан», которые, по мнению большинства украинского общества, вводили цензуру, объявила ежедневную 30-минутную забастовку и установила баннер. Протест был прекращён 28 января, после отмены закона.
25 января в знак поддержки забастовки украинских коллег логотип Википедии в цветах украинского национального флага вывесили в грузинской Википедии.

## «Викимедиа Украина»
31 мая 2009 года была создана общественная организация «Викимедиа Украина» — региональное отделение Викимедиа. Основной целью организации является способствование развитию Википедии и других дружественных проектов на украинском языке (а также на других распространённых на Украине языках).

## Критика

### Критика качества

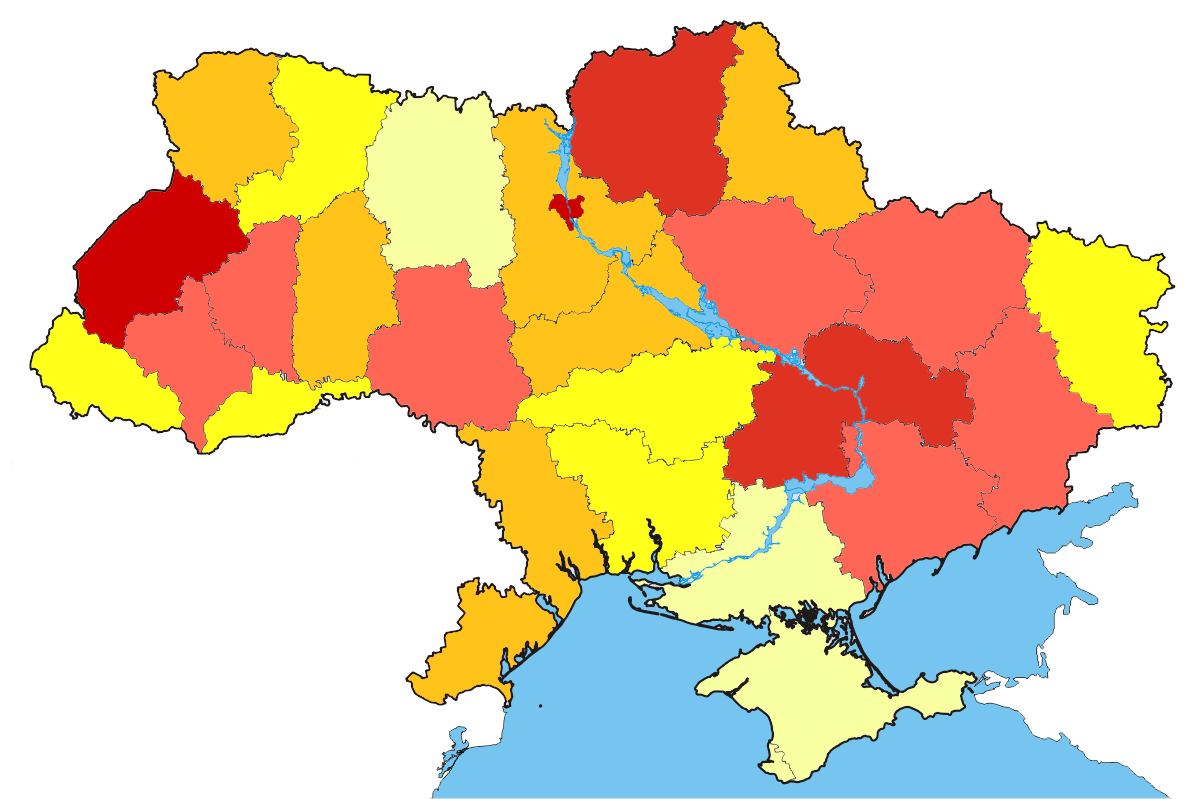
Географическое распределение редакторов Википедии по регионам Украины в 2016 году

В 2010 году исследователи В. Гринченко и Т. Гринченко сравнивали содержание статей украинского и, например, английского языковых разделов не в пользу украинского раздела ввиду того, что в нём, по их мнению, не использовали всех возможностей мультимедийного представления информации, а сами статьи украинского раздела зачастую имели короткий размер и были больше похожи на аналоги из известных бумажных энциклопедий. Они делали замечание авторам статей украинской Википедии о том, что при написании текста статьи не стоит очень упрощать изложение материала, а следует сохранять баланс между простотой, доходчивостью и содержательностью.
Отмечается, что в украинском разделе присутствует большое число заготовок статей, а качество самих статей при этом сильно отстаёт от более развитых разделов Википедии. Упоминается частое отсутствие авторитетных источников и нарушения правил написания статей.
В марте 2010 года Министр образования и науки Украины Иван Вакарчук заявил, что украинская Википедия значительно уступает своим аналогам по качеству, множество статей имеют неполный и незавершённый характер и в связи с этим призвал украинских учёных написать хотя бы несколько статей для украинской Википедии, а также привлечь к этой инициативе студентов и преподавателей.

### Нарушение нейтральности
Среди проблем некоторые бывшие участники украинской Википедии указывают, в частности, административную политику и небольшое количество пользователей-специалистов. Другие подвергают критике наличие идеологизации, маргинализации, заполитизированности и национализма в украинской Википедии, особенно в статьях исторической и политической тематики. Также среди участников украинской Википедии присутствуют антироссийские и националистические настроения.

## Интересные факты
В украинской Википедии была инициатива создать отдельный проект с харьковским правописанием (по аналогии с двумя отдельными «белорусскими» языковыми разделами), однако идея встретила сопротивление со стороны большинства википедистов. Основным аргументом послужило то, что это может негативно сказаться на дальнейшем развитии украинского раздела[значимость факта?].